# Orresta

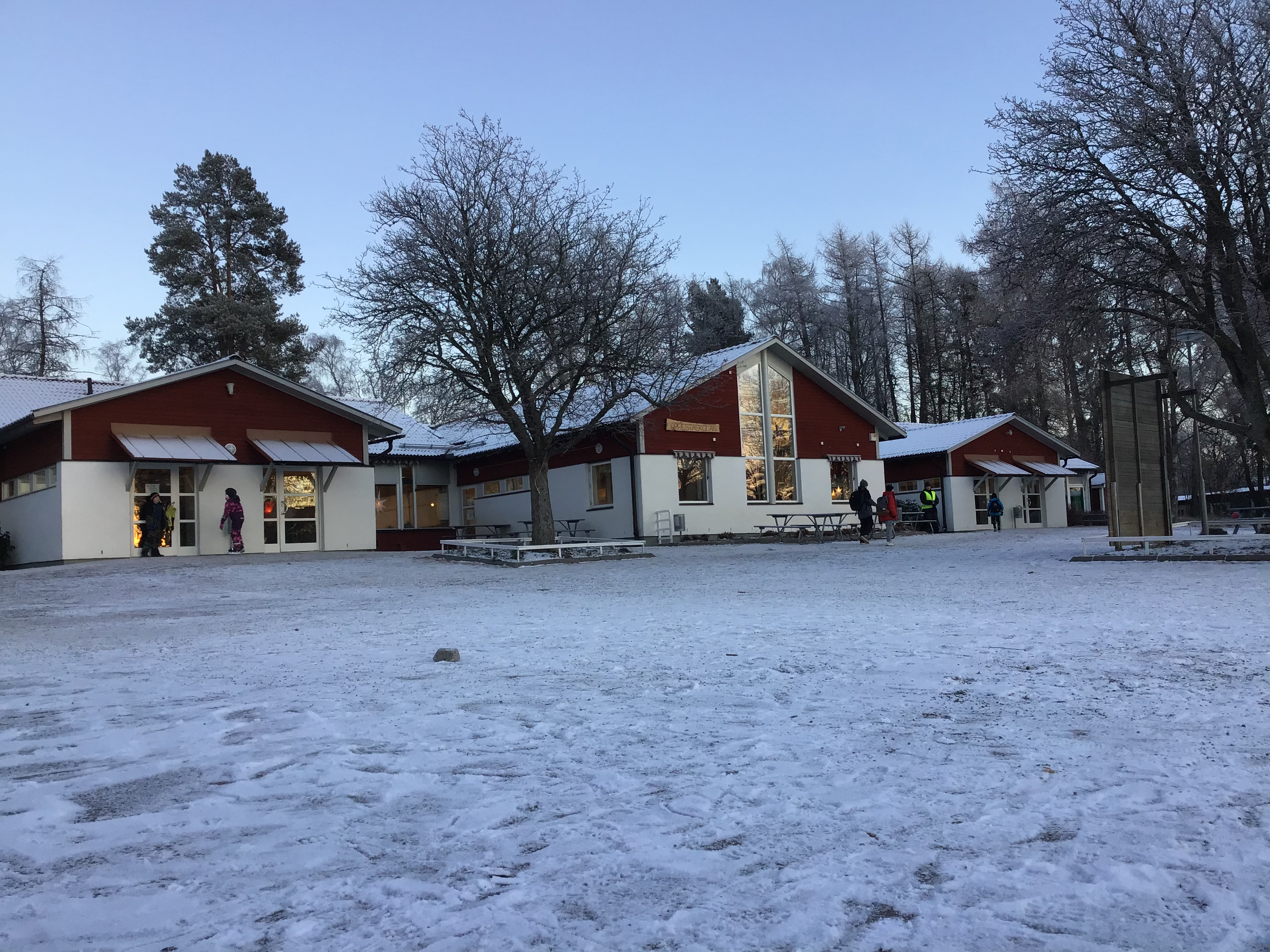
Orrestaskolan

Orresta är en småort i Västerås kommun, cirka 17 km ostnordost om Västerås. 
Orresta har en skola, där det går runt 70–80 elever, från förskola till 6:an. Det finns även en hockeyrink i Kärsta där herrlaget Orresta Oilers spelade sina matcher.
Orresta ligger ca 2 km från Björksta kyrka och Kärsta, 12 km från Anundshög och ca 17–20 km från Västerås (med bilväg). Orresta har en gammal historia som går mot 1800-talet. Då påbörjades Orresta järnvägsstation, som nu är nedlagd sedan länge (ca 1977). På en resa med tåget så följde självaste kung Oscar II med. Det har även funnits två affärer och ett mejeri. Skolan mitt i byn byggdes på 1950-talet, men utvidgades med en ytterligare förskoleavdelning och restaurering år 2000.
Orrestas grannbyar är Björksta, Åby och Kärsta på västmanländska sidan och Bredsdal på uppländska sidan.